# Monanthotaxis ferruginea
Monanthotaxis ferruginea (Oliv.) Verdc. – gatunek rośliny z rodziny flaszowcowatych (Annonaceae Juss.). Występuje naturalnie w Kamerunie, Republice Środkowoafrykańskiej, Sudanie Południowym, Gabonie, Kongo, Demokratycznej Republice Konga, Angoli, Ugandzie, Rwandzie, Burundi oraz Tanzanii. 

## Morfologia
PokrójZimozielony krzew o pnących pędach lub zdrewniałe liany. Dorasta do 1–4 m wysokości. Młode pędy są owłosione.
LiścieMają kształt od eliptycznie podłużnego do eliptycznie odwrotnie jajowatego. Mierzą 3–18 cm długości oraz 2,5–6,5 cm szerokości. Nasada liścia jest od zaokrąglonej do prawie sercowatej. Blaszka liściowa jest o ostrym wierzchołku. Ogonek liściowy jest owłosiony i dorasta do 2–3 mm długości.
KwiatySą pojedyncze lub zebrane w pary, rozwijają się w kątach pędów. Działki kielicha mają kształt od owalnego do okrągłego, są owłosione i dorastają do 3–4 mm długości. Płatki mają kształt od owalnego do prawie okrągłego i żółtą barwę, osiągają do 4–10 mm długości. Kwiaty mają 18–30 owłosionych owocolistków o podłużnie owalnym kształcie i długości 2 mm.
OwocePojedyncze mają kształt od elipsoidalnego do prawie kulistego, zebrane w owoc zbiorowy. Są osadzone na szypułkach. Osiągają 7–11 mm długości.

## Biologia i ekologia
Rośnie w wilgotnych lasach.